# Swedish International Stockholm 2007
Die Swedish International Stockholm 2007 im Badminton fanden in Täby, Stockholm, vom 25. bis 28. Januar 2007 statt. Der Referee war Jan Samuelsson aus Schweden. Das Preisgeld betrug 5.000 US-Dollar. 

## Austragungsort
- Täby SportCenter

## Endrundenresultate

### Herreneinzel
| Halbfinale | Halbfinale         | Halbfinale | Halbfinale | Halbfinale |  |  | Finale             | Finale | Finale | Finale | Finale |
|            |                    |            |            |            |  |  |                    |        |        |        |        |
|            | Ville Lång         | 17         | 14         |            |  |  |                    |        |        |        |        |
|            | Jens-Kristian Leth | 21         | 21         |            |  |  | Jens-Kristian Leth | 15     | 15     |        |        |
|            | Jan Ø. Jørgensen   | 14         | 16         |            |  |  | Kenichi Tago       | 21     | 21     |        |        |
|            | Kenichi Tago       | 21         | 21         |            |  |  |                    |        |        |        |        |

### Weitere Finalergebnisse
| Disziplin    | Sieger                           | Finalist                                   | Ergebnis     |
| ------------ | -------------------------------- | ------------------------------------------ | ------------ |
| Dameneinzel  | Li Wenyan                        | Kati Tolmoff                               | 21–11, 21–6  |
| Herrendoppel | Imam Sodikin Imanuel Hirschfeld  | Rasmus Bonde Kasper Faust Henriksen        | 21–14, 21–10 |
| Damendoppel  | Guo Xin Cai Jiani                | Mie Schjøtt-Kristensen Christinna Pedersen | 21–13, 21–14 |
| Mixed        | Rasmus Bonde Christinna Pedersen | Jacob Chemnitz Julie Houmann               | 21–12, 21–8  |